# Blaine Kieck
Blaine Kieck, né le 10 mai 2004 à Johannesbourg, est un coureur cycliste sud-africain.

## Biographie
Blaine Kieck est originaire de Johannesbourg. Chez les juniors, il prend notamment la troisième place du championnat d'Afrique du Sud du contre-la-montre en 2022. Il représente par ailleurs son pays aux championnats d'Afrique juniors, où il se classe quatrième du contre-la-montre par équipes et douzième de la course en ligne. L'année suivante, il décroche quelques tops dix dans des épreuves nationales en Afrique du Sud. Il participe aussi à quelques compétitions régionales en Belgique avec un club local. 
Lors de la saison 2024, il se distingue dans les Antilles françaises en obtenant trois victoires, sous les couleurs de l'UC Spiritaine. Il est également double médaillé d'argent par équipes aux Jeux africains, avec la délégation sud-africaine. 

## Palmarès et résultats

### Par année
- 2022
  - 3e du championnat d'Afrique du Sud du contre-la-montre juniors
- 2024
  - 3e étape du Tour de Windhoek
  - 2e étape du Mémorial Fred Culé
  - Grand Prix TVM Energizer
  - 1reb étape du Tour de Martinique[1],[2]
  -  Médaillé d'argent du contre-la-montre par équipes aux Jeux africains
  -  Médaillé d'argent du contre-la-montre par équipes mixtes aux Jeux africains
  -  Médaillé de bronze du critérium espoirs aux Jeux africains
  - 3e du Tour de Windhoek
- 2025
  - 3e étape du Circuit des plages vendéennes
  - Grand Prix de Saint-Quentin
  - Grand Prix de Sin-le-Noble
  - Grand Prix de Tourteron
  - 2e du Grand Prix de Saint-Maximin
  - 2e du Grand Prix de Ham
  - 2e du Grand Prix Souvenir René Huel
  - 2e du Grand Prix de Cuise-la-Motte
  - 2e du Prix de Frières-Faillouël
  - 3e du Prix de Cramant
  - 3e du Prix de Longueau

### Classements mondiaux
| Année           | 2024 |
| --------------- | ---- |
| UCI Africa Tour | 174e |